# Mandaigoum
Mandaigoum est une localité du Cameroun située dans le département du Mayo-Kani et la Région de l'Extrême-Nord, à proximité de la frontière avec le Tchad. Elle fait partie de la commune de Guidiguis et du canton de Doubané. 

## Population
Lors du recensement de 2005, 4 579 personnes y ont été dénombrées.

## Infrastructures
Mandaigoum dispose d'un collège général public (CES).